# Александар Родченко
Александар Михаилович Родченко (рус. Алекса́ндр Миха́йлович Ро́дченко; |5. децембар|1891.|23. новембар – 3. децембар 1956) био је руски уметник, вајар, фотограф и графички дизајнер, познат као један од оснивача конструктивизма и руске школе дизајна. Био је супруг уметнице Варваре Степанове сликарке и припаднице конструктивизма.
Родченко је познат као један од најактивнијих припадника конструктивистичког и продуктивичког покрета, који су настали након руске револуције. Бавио се сликањем и графичким дизајном пре него што се окренуо фотографији и фотомонтажи.